# Sismos na Itália de 2012

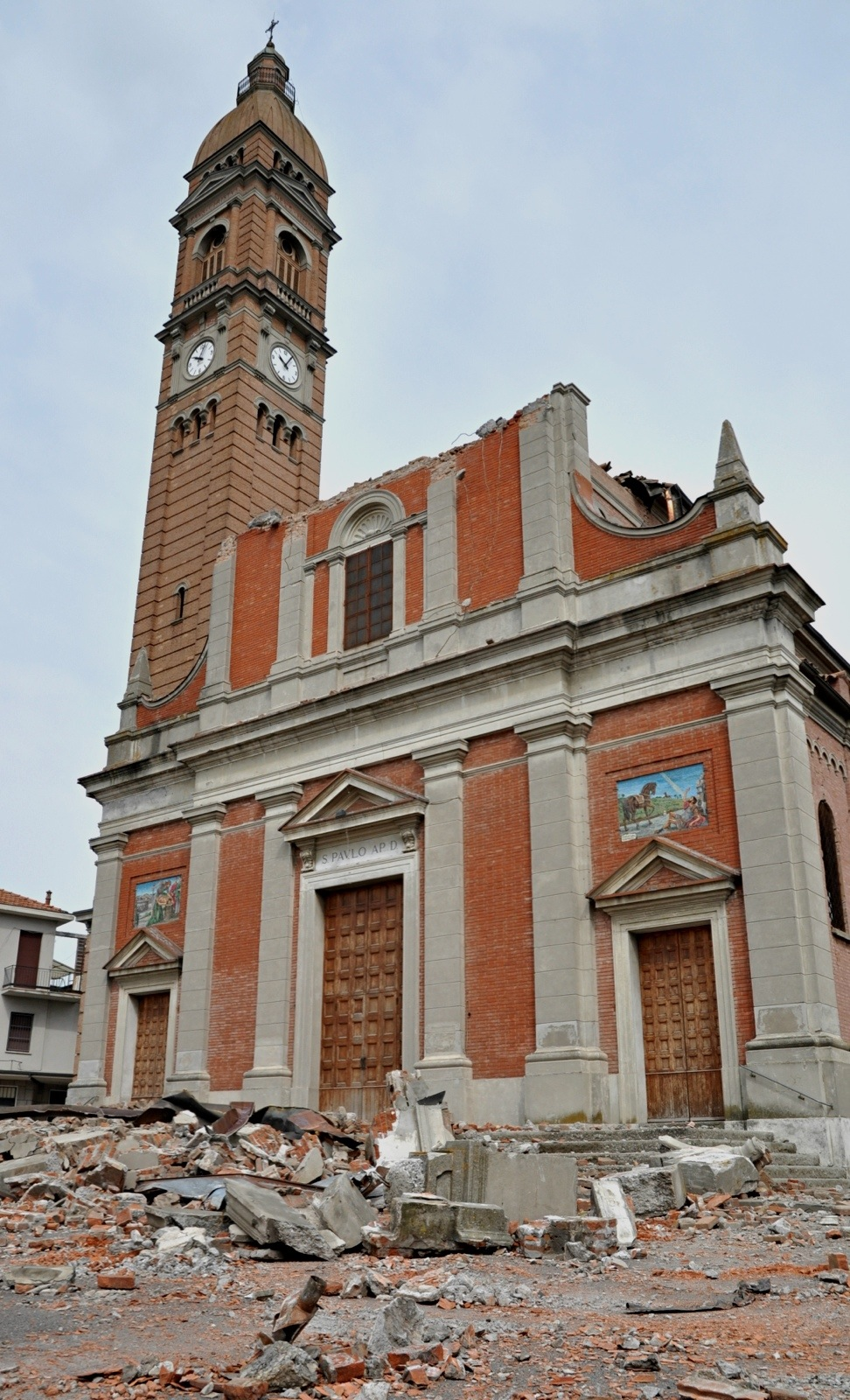
Danos na Igreja de São Paulo, em Mirabello.

Em maio de 2012, dois sismos de significativa magnitude ocorreram no norte da Itália, causando 24 mortes e danos generalizados. O primeiro terremoto, de magnitude 6,1, atingiu a região da Emília-Romanha, cerca de 36 km ao norte da cidade de Bolonha, em 20 de maio, às 4h03min, hora local (02h03 UTC). O epicentro foi entre Finale Emilia e San Felice sul Panaro. Dois novos tremores de magnitude 5,2 ocorreram, um cerca de uma hora após o evento principal e outro de aproximadamente 11 horas após o evento principal. Sete pessoas morreram.
Um sismo de magnitude 5,8 atingiu a mesma área nove dias depois, em 29 de maio, causando 17 mortes e danos generalizados, especialmente para edifícios já enfraquecidos pelo terremoto 20 de maio. O epicentro foi em Medolla, com o hipocentro a uma profundidade de cerca de 10 km.

## Ambiente tectônico
Localizada próxima à junção das placas tectônicas da África e da Eurásia, a Itália é entrecortada por um emaranhado de falhas geológicas e, por isso, está sujeita a atividade sísmica cíclica. Embora abalos secundários sejam normais após um grande tremor, os terremotos podem ter sido causados pelo rompimento de uma nova falha. Os terremotos na região são causados pelo alívio da tensão acumulada entre as placas africana e euroasiática. Periodicamente, estas duas placas e outras menores deslizam ou se chocam, liberando grandes quantidades de energia. Este processo, no entanto, não acontece todo de uma vez, o que provoca os abalos secundários. Quando uma falha desliza e se rompe, a magnitude do terremoto depende do tamanho da área de rompimento e do deslizamento. O termo da movimentação não significa que as placas se acomodaram. Uma falha pode se quebrar apenas parcialmente, e isso exige acomodações posteriores, ocasionando os abalos secundários.

## Abalo de 20 de maio
A sequência de abalos começou com tremores de magnitude 4,0 à 1h13min (horário local/ 23h13 - UTC 19 de Maio). No período dos nove dias seguintes houve seis réplicas superiores à magnitude 5, 28 entre magnitude 4 e 5 e 139 entre 3 e 4. Os tremores também foram sentidos na Suíça.

## Abalos de 29 de maio
Em 29 de maio (às 9h00min, 07h00 UTC), um abalo de magnitude 5,8 atingiu a mesma área. O epicentro foi próximo de Mirandola, com o hipocentro estimado entre  5 a 10 km de profundidade. Uma série de dois ou três fortes tremores, de acordo com diferentes fontes, com magnitude maior que 5,0, ocorreram entre as 12h55min e as 13h02min, hora local. Os tremores das 9h00min e das 13h00min foram sentidos em todo o norte da Itália, até a região do Vale de Aosta. O sismo das 9h00min também foi sentido na Áustria, na Suíça e na Croácia. Duas réplicas às 12h55min e 13h02min também foram sentidas na Áustria.

## Danos
Os relatórios iniciais após o sismo do dia 20 listaram sete mortos, incluindo quatro trabalhadores de uma fábrica em Ferrara, e cerca de 5 000 pessoas ficaram desabrigadas. Pelo menos 100 estruturas de significado histórico foram danificadas ou destruídas. Muitas igrejas das cidades ao redor do epicentro sofreram danos. Uma das torres do Castelo dos Este, uma estrutura medieval no centro de Ferrara, foi danificada no terremoto. Uma torre em Finale Emilia, datada do século XIII - a torre Modenese - desmoronou. Houve também danos significativos para as fábricas e terras agrícolas da região.
A produção de queijos Grana Padano e parmesão foram gravemente afetadas; aproximadamente 300 mil exemplares, com um valor estimado em dois milhões de euros, foram destruídos.
Cinco das mortes foram causadas pela queda de edifícios fabris construídos recentemente. Stefano Gresta, presidente do Instituto Nacional de Geofísica e Vulcanologia, considerou "inaceitável que as construções modernas, como armazéns e galpões industriais, entrem em colapso em um terremoto que era forte, mas não excepcional". A área não foi incluída em mapas de riscos sísmicos até 2003, quando, após uma reavaliação, foi classificada com "risco médio", com uma probabilidade de 10% de ocorrência de terremotos nos próximos 450 anos. Uma lei introduzida em 2006 impôs normas de construção adequadas para a classificação de perigo sísmico, mas poucos dos edifícios mais antigos foram adaptados para atender a esses requisitos.
O sismo de 29 de maio, de magnitude de 5,8, causou a morte a 17 pessoas, além de mais de 350 feridos e mais de 15 mil desabrigados. Uma catedral do século XV em Mirandola, já danificada em 20 de maio, desmoronou após este terremoto. O terremoto foi sentido na maior parte do norte da Itália, provocando a evacuação de escolas e outros edifícios. Alguns edifícios na província de Módena e áreas vizinhas, já danificados pelo primeiro terremoto, desmoronaram.
Após os tremores de 20 de maio, foram anunciadas inspeções para determinar quais os edifícios eram seguros para a reocupação. O abalo de 29 de maio ocorreu durante o dia, quando muitas pessoas estavam trabalhando. Como ocorrido em  20 de maio, muitos dos mortos no terremoto 29 de maio eram trabalhadores de armazéns e fábricas. Um representante do sindicato local, exigiu uma investigação para determinar os responsáveis pela autorização para que empresas retomassem as operações.
Ambos os eventos causaram danos às províncias vizinhas de Reggio Emilia, Rovigo e Mântua.